# Список Героев Советского Союза (Руденко — Ряпосов)
В настоящем списке представлены в алфавитном порядке все Герои Советского Союза, чьи фамилии начинаются с буквы «Р» (всего 428 человек, из них десять удостоены звания дважды). Список содержит даты Указов Президиума Верховного Совета СССР о присвоении звания, информацию о роде войск, должности и воинском звании Героев на дату представления к присвоению звания Героя Советского Союза, годах их жизни.
- Персиковым цветом  в таблице выделены Герои, удостоенные звания дважды и более раз.
- Серым цветом  в таблице выделены Герои, представленные к званию посмертно.

| Навигационная таблица | Навигационная таблица                |
| --------------------- | ------------------------------------ |
| «Р»                   | Рабовалюк Михаил — Рогачёв Михаил    |
| «Р»                   | Рогачевский Георгий — Рудаков Сергей |
| «Р»                   | Руденко Александр — Ряпосов Николай  |

| № п/п | Фамилия Имя Отчество                                                  | Дата Указа            | Род войск                           | Должность | Звание                                              | Годы жизни                                   | БС ГС НЛ                        |
| ----- | --------------------------------------------------------------------- | --------------------- | ----------------------------------- | --- | --------------------------------------------------- | -------------------------------------------- | ------------------------------- |
| 285   | Руденко Александр Елисеевич укр. Руденко Олександр Єлисейович         | 18.08.1945            | авиация                             | командир звена 7-го гвардейского штурмового авиационного полка 230-й штурмовой авиационной дивизии 4-й воздушной армии 2-го Белорусского фронта | гвардии лейтенант                                   | 06.06.1919 — 09.01.1999                      | [ БС 1 ] [ ГС 1 ] [ НЛ 1 ]      |
| 286   | Руденко Александр Константинович укр. Руденко Олександр Костянтинович | 22.02.1944            | инженер                             | командир взвода 147-го батальона инженерных заграждений 27-й отдельной инженерной бригады специального назначения Степного фронта | лейтенант                                           | 10.10.1910 — 24.02.1964                      | [ БС 2 ] [ ГС 2 ] [ НЛ 2 ]      |
| 287   | Руденко Андрей Авксентьевич укр. Руденко Андрій Авксентьевич          | 23.02.1945            | авиация                             | командир звена 164-го гвардейского отдельного разведывательного авиационного полка 4-й воздушной армии 2-го Белорусского фронта | гвардии капитан                                     | 16.12.1918 — 03.05.1982                      | [ БС 2 ] [ ГС 3 ] [ НЛ 3 ]      |
| 288   | Руденко Иван Ильич укр. Руденко Іван Ілліч                            | 27.03.1942            | пехота                              | командир мотострелково-пулемётного батальона 1-й отдельной танковой бригады 40-й армии Юго-Западного фронта | капитан                                             | 10.01.1906 — 30.12.1941                      | [ БС 2 ] [ ГС 4 ] [ НЛ 4 ]      |
| 289   | Руденко Михаил Климович укр. Руденко Михайло Климович                 | 13.09.1944            | пехота                              | стрелок 933-го стрелкового полка 254-й стрелковой дивизии 52-й армии 2-го Украинского фронта | красноармеец                                        | 01.09.1898 — 25.02.1980                      | [ БС 2 ] [ ГС 5 ] [ НЛ 5 ]      |
| 290   | Руденко Николай Иванович укр. Руденко Микола Іванович                 | 16.10.1943            | пехота                              | помощник командира взвода 207-го гвардейского стрелкового полка 70-й гвардейской стрелковой дивизии 13-й армии Центрального фронта | гвардии сержант                                     | 26.12.1924 — 29.05.2001                      | [ БС 2 ] [ ГС 6 ] [ НЛ 6 ]      |
| 291   | Руденко Николай Матвеевич укр. Руденко Микола Матвійович              | 26.08.1941            | комиссар                            | инструктор по пропаганде 14-го мотострелкового полка 21-й мотострелковой дивизии войск НКВД СССР по охране тыла Северного фронта | старший политрук                                    | 31.12.1907 — 26.09.1983                      | ——                              |
| 292   | Руденко Николай Сергеевич укр. Руденко Микола Сергійович              | 29.06.1945            | авиация                             | старший лётчик 176-го гвардейского истребительного авиационного полка 3-го истребительного авиационного корпуса 16-й воздушной армии 1-го Белорусского фронта | гвардии старший лейтенант                           | 12.12.1920 — 16.03.2003                      | [ БС 4 ] [ ГС 8 ] [ НЛ 7 ]      |
| 293   | Руденко Пётр Иванович укр. Руденко Петро Іванович                     | 13.12.1942            | авиация                             | заместитель командира эскадрильи 7-го гвардейского штурмового авиационного полка 230-й штурмовой авиационной дивизии 4-й воздушной армии Закавказского фронта | гвардии лейтенант                                   | 15.01.1919 — 10.12.1942                      | [ БС 4 ] [ ГС 9 ] [ НЛ 8 ]      |
| 294   | Руденко Сергей Игнатьевич укр. Руденко Сергій Гнатович                | 19.08.1944            | генерал                             | командующий 16-й воздушной армией 1-го Белорусского фронта | генерал-полковник авиации                           | 20.10.1904 — 10.07.1990                      | [ БС 4 ] [ ГС 10 ] [ НЛ 9 ]     |
| 295   | Руденок Яков Фёдорович укр. Руденок Яків Федорович                    | 21.03.1940            | танкист                             | исполняющий должность командира танкового взвода 405-го отдельного танкового батальона 7-й стрелковой дивизии 7-й армии Северо-Западного фронта | младший комвзвод                                    | 12.05.1915 — 16.04.1992                      | [ БС 4 ] [ ГС 11 ] [ НЛ 10 ]    |
| 296   | Рудкин Филипп Никитович бел. Рудкін Піліп Мікітавіч                   | 31.03.1943            | танкист                             | командир 179-й отдельной танковой бригады 3-й танковой армии Юго-Западного фронта | полковник                                           | 27.11.1893 — 12.10.1954                      | [ БС 4 ] [ ГС 12 ] [ НЛ 11 ]    |
| 297   | Руднев Алексей Петрович                                               | 22.02.1944            | инженер                             | командир роты 148-го батальона инженерных заграждений 27-й отдельной инженерной бригады специального назначения Степного фронта | лейтенант                                           | 06.03.1921 — 31.08.1981                      | [ БС 4 ] [ ГС 13 ] [ НЛ 12 ]    |
| 298   | Руднев Василий Дмитриевич                                             | 24.03.1945            | танкист                             | командир орудия танка 21-й гвардейской танковой бригады 5-го гвардейского танкового корпуса 6-й танковой армии 2-го Украинского фронта | гвардии сержант                                     | 15.03.1926 — 25.11.1996                      | [ БС 5 ] [ ГС 14 ] [ НЛ 13 ]    |
| 299   | Руднев Семён Васильевич                                               | 04.01.1944            | партизан                            | активный участник партизанской борьбы на Украине, комиссар Сумского партизанского соединения | генерал-майор                                       | 27.02.1899 — 04.08.1943                      | [ БС 6 ] [ ГС 15 ] [ НЛ 14 ]    |
| 300   | Руднев Сергей Васильевич                                              | 31.05.1945            | артиллерия                          | командир 185-го отдельного истребительно-противотанкового артиллерийского дивизиона 171-й стрелковой дивизии 3-й ударной армии 1-го Белорусского фронта | майор                                               | 25.09.1912 — 11.12.1960                      | [ БС 6 ] [ ГС 16 ] [ НЛ 15 ]    |
| 301   | Руднева Евгения Максимовна укр. Руднєва Євгенія Максимівна            | 26.10.1944            | авиация                             | штурман 46-го гвардейского ночного бомбардировочного авиационного полка 325-й ночной бомбардировочной авиационной дивизии 4-й воздушной армии 2-го Белорусского фронта | гвардии старший лейтенант                           | 24.12.1920 — 09.04.1944                      | [ БС 6 ] [ ГС 17 ] [ НЛ 16 ]    |
| 302   | Рудниченко Иван Андреевич укр. Рудниченко Іван Андрійович             | 19.03.1944            | комиссар                            | агитатор 120-го гвардейского стрелкового полка 39-й гвардейской стрелковой дивизии 8-й гвардейской армии 3-го Украинского фронта | гвардии капитан                                     | 07.04.1917 — 24.11.1943                      | [ БС 6 ] [ ГС 18 ] [ НЛ 17 ]    |
| 303   | Руднов Аркадий Андреевич                                              | 29.06.1945            | авиация                             | командир звена 683-го штурмового авиационного полка 335-й штурмовой авиационной дивизии 3-й воздушной армии 3-го Белорусского фронта | старший лейтенант                                   | 08.02.1922 — 30.07.1999                      | [ БС 6 ] [ ГС 19 ] [ НЛ 18 ]    |
| 304   | Рудой Анатолий Михайлович укр. Рудий Анатолій Михайлович              | 15.01.1944            | кавалерия                           | командир эскадрона 58-го гвардейского кавалерийского полка 16-й гвардейской кавалерийской дивизии 7-го гвардейского кавалерийского корпуса 61-й армии Центрального фронта | гвардии старший лейтенант                           | 17.11.1912 — 14.11.1943                      | [ БС 6 ] [ ГС 20 ] [ НЛ 19 ]    |
| 305   | Рудомётов Николай Васильевич (Рудометов Николай Васильевич)           | 22.02.1944            | артиллерия                          | начальник разведки дивизиона 131-го гвардейского артиллерийского полка 62-й гвардейской стрелковой дивизии 37-й армии Степного фронта | гвардии старший лейтенант                           | 22.05.1922 — 15.02.1991                      | [ БС 7 ] [ ГС 21 ] [ НЛ 20 ]    |
| 306   | Рудской Фёдор Андреевич укр. Рудський Федір Андрійович                | 19.04.1945            | танкист                             | командир танкового батальона 178-й танковой бригады 10-го танкового корпуса 5-й гвардейской танковой армии 3-го Белорусского фронта | капитан                                             | 21.05.1921 — 29.09.1982                      | [ БС 8 ] [ ГС 22 ] [ НЛ 21 ]    |
| 307   | Рудык Николай Мартынович укр. Рудик Микола Мартинович                 | 24.04.1944            | танкист                             | командир роты танков Т-34 326-го танкового батальона 117-й танковой бригады 1-го танкового корпуса 11-й гвардейской армии 1-го Прибалтийского фронта | старший лейтенант                                   | 05.12.1918 — 16.12.1943                      | [ БС 8 ] [ ГС 23 ] [ НЛ 22 ]    |
| 308   | Рудь Николай Михайлович                                               | 26.10.1944            | авиация                             | лётчик 745-го бомбардировочного авиационного полка 221-й бомбардировочной авиационной дивизии 6-го смешанного авиационного корпуса 16-й воздушной армии 1-го Белорусского фронта | лейтенант                                           | 19.12.1922 — 16.10.1978                      | [ БС 8 ] [ ГС 24 ] [ НЛ 23 ]    |
| 309   | Ружин Владимир Михайлович укр. Ружин Володимир Михайлович             | 18.08.1945            | авиация                             | заместитель командира эскадрильи 367-го бомбардировочного авиационного полка 188-й бомбардировочной авиационной дивизии 15-й воздушной армии 2-го Прибалтийского фронта | старший лейтенант                                   | 28.07.1919 — 26.07.1946                      | [ БС 8 ] [ ГС 25 ] [ НЛ 24 ]    |
| 310   | Рузняев Алексей Николаевич                                            | 13.11.1943            | пехота                              | командир батальона 200-го гвардейского стрелкового полка 68-й гвардейской стрелковой дивизии 40-й армии Воронежского фронта | гвардии капитан                                     | 14.03.1910 — 12.10.1979                      | [ БС 8 ] [ ГС 26 ] [ НЛ 25 ]    |
| 311   | Рукавицын Владимир Павлович                                           | 16.05.1944            | авиация                             | командир авиационного звена 36-го минно-торпедного авиационного полка 1-й минно-торпедной авиационной дивизии ВВС Черноморского флота | капитан                                             | 21.10.1918 — 19.09.1989                      | [ БС 8 ] [ ГС 27 ] [ НЛ 26 ]    |
| 312   | Рукавишников Николай Николаевич                                       | 30.04.1971 11.12.1974 | космонавт                           | инженер-испытатель космического корабля «Союз-10» и орбитальной станции «Салют» бортинженер космического корабля «Союз-16» | —                                                   | 18.09.1932 — 19.10.2002                      | ——                              |
| 313   | Рукин Игнат Трофимович                                                | 20.12.1943            | артиллерия                          | командир орудия 5-го гвардейского артиллерийского полка 10-й гвардейской воздушно-десантной дивизии 37-й армии Степного фронта | гвардии сержант                                     | 1916 — 14.10.1943                            | [ БС 9 ] [ ГС 29 ] [ НЛ 27 ]    |
| 314   | Рулёв Александр Фёдорович                                             | 26.09.1944            | танкист                             | командир роты бронетранспортёров 74-го отдельного мотоциклетного батальона 3-го танкового корпуса 2-й танковой армии 1-го Белорусского фронта | старший лейтенант                                   | 1922 — 07.05.1945                            | [ БС 10 ] [ ГС 30 ] [ НЛ 28 ]   |
| 315   | Рулёв Иван Филиппович                                                 | 22.02.1944            | инженер                             | сапёр 68-го отдельного инженерного батальона 46-й армии Степного фронта | красноармеец                                        | 05.05.1924 — 09.11.1991                      | [ БС 10 ] [ ГС 31 ] [ НЛ 29 ]   |
| 316   | Румянцев Александр Андреевич                                          | 30.10.1943            | инженер                             | командир взвода 257-го отдельного моторизированного инженерного батальона 65-й армии Центрального фронта | лейтенант                                           | 19.08.1922 — 17.10.1943                      | [ БС 10 ] [ ГС 32 ] [ НЛ 30 ]   |
| 317   | Румянцев Александр Евдокимович                                        | 01.07.1944            | артиллерия                          | командир зенитно-пулемётного отделения 803-го армейского зенитно-артиллерийского полка 2-й ударной армии Ленинградского фронта | старший сержант                                     | 19.12.1921 — 23.06.1977                      | [ БС 10 ] [ ГС 33 ] [ НЛ 31 ]   |
| 318   | Румянцев Александр Степанович                                         | 16.10.1943            | пехота                              | командир взвода противотанковых ружей роты противотанковых ружей 109-го стрелкового полка 74-й стрелковой дивизии 13-й армии Центрального фронта | лейтенант                                           | 18.07.1923 — 02.04.1997                      | [ БС 10 ] [ ГС 34 ] [ НЛ 32 ]   |
| 319   | Румянцев Алексей Павлович                                             | 01.11.1943            | артиллерия                          | командир орудия 435-го истребительно-противотанкового артиллерийского полка 8-й отдельной истребительно-противотанковой артиллерийской бригады 51-й армии 4-го Украинского фронта | сержант                                             | 24.04.1921 — 15.11.2015                      | [ БС 10 ] [ ГС 35 ] [ НЛ 33 ]   |
| 320   | Румянцев Дмитрий Михайлович                                           | 13.09.1944            | инженер                             | командир 164-го отдельного сапёрного батальона 52-й стрелковой дивизии 57-й армии 3-го Украинского фронта | капитан                                             | 26.10.1914 — 09.01.1992                      | [ БС 11 ] [ ГС 36 ] [ НЛ 34 ]   |
| 321   | Румянцев Иван Васильевич                                              | 20.12.1943            | артиллерия                          | наводчик миномёта 104-го гвардейского стрелкового полка 36-й гвардейской стрелковой дивизии 57-й армии Степного фронта | гвардии младший сержант                             | 23.10.1922 — 03.05.1984                      | [ БС 12 ] [ ГС 37 ] [ НЛ 35 ]   |
| 322   | Румянцев Иван Николаевич                                              | 16.10.1943            | комиссар                            | заместитель по политической части командира стрелкового батальона 229-го стрелкового полка 8-й стрелковой дивизии 13-й армии Центрального фронта | старший лейтенант                                   | 22.08.1903 — 20.10.1987                      | [ БС 12 ] [ ГС 38 ] [ НЛ 36 ]   |
| 323   | Румянцев Михаил Ильич                                                 | 01.07.1944            | авиация                             | заместитель командира эскадрильи 218-го штурмового авиационного полка 299-й штурмовой авиационной дивизии 16-й воздушной армии 1-го Белорусского фронта | старший лейтенант                                   | 16.09.1916 — 04.02.1967                      | [ БС 12 ] [ ГС 39 ] [ НЛ 37 ]   |
| 324   | Румянцев Никита Иванович                                              | 21.03.1940            | инженер                             | командир взвода 204-го отдельного сапёрного батальона 7-й армии Северо-Западного фронта | лейтенант                                           | 1906 — 06.02.1940                            | [ БС 12 ] [ ГС 40 ] [ НЛ 38 ]   |
| 325   | Румянцев Фёдор Селиверстович                                          | 05.11.1944            | авиация                             | штурман эскадрильи 22-го гвардейского авиационного полка 5-й гвардейской авиационной дивизии 4-го гвардейского авиационного корпуса Авиации дальнего действия | гвардии капитан                                     | 15.03.1916 — 30.12.1988                      | [ БС 12 ] [ ГС 41 ] [ НЛ 39 ]   |
| 326   | Рунов Борис Александрович                                             | 27.06.1945            | инженер                             | командир инженерной роты 32-го гвардейского отдельного моторизированного инженерного батальона 3-й гвардейской моторизированной инженерной бригады 4-й гвардейской танковой армии 1-го Украинского фронта | лейтенант                                           | 24.05.1925 — 22.09.2017                      | [ БС 13 ] [ ГС 42 ] [ НЛ 40 ]   |
| 327   | Русаков Василий Александрович                                         | 15.01.1944            | пехота                              | стрелок 234-го гвардейского стрелкового полка 76-й гвардейской стрелковой дивизии 61-й армии Центрального фронта | гвардии ефрейтор                                    | 23.02.1925 — декабрь 1943 (пропал без вести) | [ БС 14 ] [ ГС 43 ] [ НЛ 41 ]   |
| 328   | Русаков Климент Сергеевич                                             | 24.03.1945            | пехота                              | командир 240-го стрелкового полка 117-й стрелковой дивизии 69-й армии 1-го Белорусского фронта | полковник                                           | 04.02.1909 — 27.05.1996                      | [ БС 14 ] [ ГС 44 ] [ НЛ 42 ]   |
| 329   | Русанов Иван Ефимович укр. Русанов Іван Юхимович                      | 23.02.1945            | авиация                             | старший лётчик-наблюдатель 11-го отдельного разведывательного авиационного полка 3-й воздушной армии 1-го Прибалтийского фронта | капитан                                             | 07.09.1915 — 09.04.1995                      | [ БС 14 ] [ ГС 45 ] [ НЛ 43 ]   |
| 330   | Русанов Михаил Гаврилович                                             | 18.11.1944            | артиллерия                          | командир отделения разведки 667-го гаубичного артиллерийского полка 35-й гаубичной артиллерийской бригады 15-й артиллерийской дивизии 3-го артиллерийского корпуса прорыва РГК в составе 21-й армии Ленинградского фронта | старшина                                            | 07.11.1920 — 20.05.1994                      | [ БС 14 ] [ ГС 46 ] [ НЛ 44 ]   |
| 331   | Русин Иван Фёдорович                                                  | 26.10.1944            | Авточасти и шофёры всех родов войск | водитель боевой машины «БМ-13» 259-го гвардейского миномётного дивизиона 43-го гвардейского миномётного полка РГК в составе 4-го гвардейского кавалерийского корпуса 1-го Белорусского фронта | гвардии ефрейтор                                    | 04.08.1913 — 29.12.1977                      | [ БС 14 ] [ ГС 47 ] [ НЛ 45 ]   |
| 332   | Русин Никита Иванович                                                 | 26.01.1940            | танкист                             | механик-водитель танка 85-го отдельного танкового батальона 39-й отдельной лёгкой танковой бригады 13-й армии | красноармеец                                        | 25.03.1915 — 07.05.1997                      | ——                              |
| 333   | Русинов Василий Иванович                                              | 20.06.1944            | инженер                             | заместитель командира отделения 4-го гвардейского батальона инженерных заграждений 1-й гвардейской отдельной инженерной бригады специального назначения РГК в составе 65-й армии Белорусского фронта | гвардии красноармеец                                | 14.01.1904 — 04.09.1977                      | [ БС 14 ] [ ГС 49 ] [ НЛ 46 ]   |
| 334   | Русов Вениамин Алексеевич                                             | 10.01.1944            | пехота                              | командир батальона 520-го стрелкового полка 167-й стрелковой дивизии 38-й армии 1-го Украинского фронта | капитан                                             | 02.10.1916 — 18.04.1960                      | [ БС 15 ] [ ГС 50 ] [ НЛ 47 ]   |
| 335   | Руссиянов Иван Никитич                                                | 21.02.1978            | генерал                             | награждён по совокупности воинских заслуг в годы Великой Отечественной войны | гвардии генерал-лейтенант в отставке                | 11.09.1900 — 21.03.1984                      | ——                              |
| 336   | Русских Афанасий Афанасьевич                                          | 27.02.1945            | артиллерия                          | командир орудия 26-го отдельного истребительно-противотанкового дивизиона 397-й стрелковой дивизии 61-й армии 1-го Белорусского фронта | старший сержант                                     | 19.09.1923 — 17.03.1945                      | [ БС 16 ] [ ГС 52 ] [ НЛ 48 ]   |
| 337   | Русских Пётр Егорович                                                 | 27.06.1945            | танкист                             | механик-водитель танка Т-34 111-й танковой бригады 25-го танкового корпуса 3-й гвардейской армии 1-го Украинского фронта | старший сержант                                     | 12.07.1921 — 23.05.1949                      | [ БС 16 ] [ ГС 53 ] [ НЛ 49 ]   |
| 338   | Русских Харлам Акимович                                               | 23.10.1943            | инженер                             | командир взвода 20-го отдельного моторизированного понтонно-мостового батальона 40-й армии Воронежского фронта | старший лейтенант                                   | 15.09.1915 — 25.01.1975                      | [ БС 16 ] [ ГС 54 ] [ НЛ 50 ]   |
| 339   | Рустамян Вардкес Аршакович арм. Ռոստոմյան Վարդգես                     | 24.03.1945            | пехота                              | командир стрелкового отделения 526-го стрелкового полка 89-й стрелковой дивизии Приморской армии 4-го Украинского фронта | старший сержант                                     | 09.05.1908 — 15.03.1984                      | [ БС 16 ] [ ГС 55 ] [ НЛ 51 ]   |
| 340   | Рустемов Таштемир узб. Rustamov Toshtemir                             | 03.06.1944            | пехота                              | стрелок 1083-го стрелкового полка 312-й стрелковой дивизии 5-й армии Западного фронта | красноармеец                                        | 1906 — 12.08.1943                            | [ БС 16 ] [ ГС 56 ] [ НЛ 52 ]   |
| 341   | Рутчин Алексей Иванович                                               | 22.02.1944            | Авточасти и шофёры всех родов войск | старший шофёр 109-го гвардейского отдельного истребительного противотанкового дивизиона 110-й гвардейской стрелковой дивизии 37-й армии Степного фронта | гвардии старшина                                    | 06.12.1911 — 07.10.1943                      | [ БС 17 ] [ ГС 57 ] [ НЛ 53 ]   |
| 342   | Рухлядьев Александр Игнатьевич (Рухлядев Александр Игнатьевич)        | 29.06.1945            | танкист                             | командир роты танков Т-34 31-й танковой бригады 29-го танкового корпуса 5-й гвардейской танковой армии 2-го Белорусского фронта | старший лейтенант                                   | 11.03.1915 — 01.02.1945                      | [ БС 18 ] [ ГС 58 ] [ НЛ 54 ]   |
| 343   | Руцкой Александр Владимирович                                         | 08.12.1988            | авиация                             | заместитель командующего ВВС 40-й армии ограниченного контингента советских войск в Афганистане | полковник                                           | род. 16.09.1947                              | ——                              |
| 344   | Ручин Александр Степанович                                            | 13.09.1944            | десантники                          | командир взвода пешей разведки 24-го гвардейского воздушно-десантного полка 10-й гвардейской воздушно-десантной дивизии 37-й армии 3-го Украинского фронта | гвардии лейтенант                                   | 10.09.1917 — 10.06.1979                      | [ БС 18 ] [ ГС 60 ] [ НЛ 55 ]   |
| 345   | Рыбак Михаил Иванович укр. Рибак Михайло Іванович                     | 29.06.1945            | авиация                             | лётчик 951-го штурмового авиационного полка 306-й штурмовой авиационной дивизии 10-го штурмового авиационного корпуса 17-й воздушной армии 3-го Украинского фронта | лейтенант                                           | 16.01.1921 — 28.11.1997                      | [ БС 18 ] [ ГС 61 ] [ НЛ 56 ]   |
| 346   | Рыбак Ульян Александрович бел. Рыбак Ульян Аляксандравіч              | 24.03.1945            | пехота                              | помощник командира взвода 348-й отдельной разведывательной роты 226-й стрелковой дивизии 1-й гвардейской армии 4-го Украинского фронта | старшина                                            | 01.01.1920 — 14.08.2009                      | [ БС 18 ] [ ГС 62 ] [ НЛ 57 ]   |
| 347   | Рыбаков Александр Васильевич                                          | 18.08.1945            | авиация                             | командир звена 569-го штурмового авиационного полка 199-й штурмовой авиационной дивизии 4-го штурмового авиационного корпуса 4-й воздушной армии 2-го Белорусского фронта | лейтенант                                           | 07.11.1918 — 09.05.1972                      | [ БС 18 ] [ ГС 63 ] [ НЛ 58 ]   |
| 348   | Рыбаков Алексей Филиппович                                            | 10.01.1944            | связисты                            | командир взвода связи 465-го стрелкового полка 167-й стрелковой дивизии 38-й армии Воронежского фронта | младший лейтенант                                   | 02.10.1910 — 10.03.1945                      | [ БС 18 ] [ ГС 64 ] [ НЛ 59 ]   |
| 349   | Рыбаков Анатолий Фёдорович                                            | 10.04.1945            | авиация                             | командир звена 142-го гвардейского штурмового авиационного полка 8-й гвардейской штурмовой авиационной дивизии 1-го гвардейского штурмового авиационного корпуса 2-й воздушной армии 1-го Украинского фронта | гвардии лейтенант                                   | 19.12.1923 — 22.05.1989                      | [ БС 18 ] [ ГС 65 ] [ НЛ 60 ]   |
| 350   | Рыбаков Николай Степанович                                            | 10.04.1945            | артиллерия                          | наводчик СУ-76 1222-го самоходного артиллерийского полка 10-го гвардейского танкового корпуса 4-й танковой армии 1-го Украинского фронта | старшина                                            | 1925 — 02.02.1945                            | [ БС 20 ] [ ГС 66 ] [ НЛ 61 ]   |
| 351   | Рыбалка Алексей Васильевич                                            | 17.10.1943            | пехота                              | командир батальона 1033-го стрелкового полка 280-й стрелковой дивизии 60-й армии Воронежского фронта | капитан                                             | 30.03.1921 — 13.10.1943                      | [ БС 21 ] [ ГС 67 ] [ НЛ 62 ]   |
| 352   | Рыбалко Василий Иванович укр. Рибалко Василь Іванович                 | 13.09.1944            | артиллерия                          | командир миномётного расчёта 861-го стрелкового полка 294-й стрелковой дивизии 52-й армии 2-го Украинского фронта | сержант                                             | 29.08.1921 — 20.05.2005                      | [ БС 21 ] [ ГС 68 ] [ НЛ 63 ]   |
| 353   | Рыбалко Иван Игнатьевич                                               | 17.11.1943            | пехота                              | пулемётчик 69-й механизированной бригады 9-го механизированного корпуса 3-й гвардейской танковой армии Воронежского фронта | красноармеец                                        | 25.05.1925 — 26.04.2000                      | [ БС 21 ] [ ГС 69 ] [ НЛ 64 ]   |
| 354   | Рыбалко Иван Фёдорович                                                | 10.04.1945            | пехота                              | командир мотострелкового батальона 17-й гвардейской механизированной бригады 6-го гвардейского механизированного корпуса 4-й танковой армии 1-го Украинского фронта | гвардии капитан                                     | 17.01.1916 — 04.02.1945                      | [ БС 21 ] [ ГС 70 ] [ НЛ 65 ]   |
| 355   | Рыбалко Павел Семёнович укр. Рибалко Павло Семенович                  | 17.11.1943 06.04.1945 | генерал                             | командующий 3-й гвардейской танковой армией 1-го Украинского фронта | гвардии генерал-лейтенант гвардии генерал-полковник | 04.11.1894 — 28.08.1948                      | [ БС 21 ] [ ГС 71 ] [ НЛ 66 ]   |
| 356   | Рыбальченко Семён Васильевич                                          | 13.09.1944            | комиссар                            | парторг роты 248-го стрелкового полка 31-й стрелковой дивизии 52-й армии 2-го Украинского фронта | ефрейтор                                            | 01.02.1908 — 07.04.1944                      | [ БС 21 ] [ ГС 72 ] [ НЛ 67 ]   |
| 357   | Рыбачковский Леонид Иванович                                          | 19.03.1944            | пехота                              | командир пулемётного расчёта 78-го гвардейского стрелкового полка 25-й гвардейской стрелковой дивизии 6-й армии Юго-Западного фронта | гвардии старшина                                    | 13.06.1918 — 16.11.1943                      | [ БС 21 ] [ ГС 73 ] [ НЛ 68 ]   |
| 358   | Рыбин Александр Гаврилович                                            | 13.09.1944            | пехота                              | командир мотострелкового батальона 15-й мотострелковой бригады 16-го танкового корпуса 2-й танковой армии 2-го Украинского фронта | капитан                                             | 22.11.1914 — 25.02.2003                      | [ БС 22 ] [ ГС 74 ] [ НЛ 69 ]   |
| 359   | Рыбин Иван Петрович                                                   | 24.08.1943            | авиация                             | штурман 148-го истребительного авиационного полка 287-й истребительной авиационной дивизии 4-й воздушной армии Северо-Кавказского фронта | майор                                               | 02.06.1909 — 26.04.1943                      | [ БС 23 ] [ ГС 75 ] [ НЛ 70 ]   |
| 360   | Рыбин Николай Ильич                                                   | 29.06.1945            | авиация                             | командир эскадрильи 32-го гвардейского бомбардировочного авиационного полка 1-й бомбардировочной авиационной дивизии 3-го гвардейского бомбардировочного авиационного корпуса 18-й воздушной армии | гвардии майор                                       | 06.11.1913 — 23.09.1989                      | [ БС 23 ] [ ГС 76 ] [ НЛ 71 ]   |
| 361   | Рыбкин Александр Степанович                                           | 17.11.1939            | артиллерия                          | командир артиллерийского дивизиона 175-го артиллерийского полка 36-й мотострелковой дивизии 1-й армейской группы | майор                                               | 22.10.1904 — 26.08.1968                      | ——                              |
| 362   | Рыбкин Андрей Петрович                                                | 27.02.1945            | пехота                              | командир батальона 286-го гвардейского стрелкового полка 94-й гвардейской стрелковой дивизии 5-й ударной армии 1-го Белорусского фронта | капитан                                             | 22.05.1920 — 21.11.1987                      | [ БС 23 ] [ ГС 78 ] [ НЛ 72 ]   |
| 363   | Рыбкин Василий Филиппович                                             | 24.03.1945            | пехота                              | наводчик ручного пулемёта 757-го стрелкового полка 222-й стрелковой дивизии 33-й армии 3-го Белорусского фронта | красноармеец                                        | 1914 — 31.12.1948                            | [ БС 23 ] [ ГС 79 ] [ НЛ 73 ]   |
| 364   | Рыбко Николай Степанович                                              | 01.05.1957            | авиация                             | лётчик-испытатель ОКБ А. Н. Туполева | —                                                   | 26.03.1911 — 28.08.1977                      | ——                              |
| 365   | Рыбников Александр Ильич                                              | 19.04.1945            | пехота                              | командир батальона 690-го стрелкового полка 126-й стрелковой дивизии 43-й армии 3-го Белорусского фронта | капитан                                             | 09.03.1919 — 30.09.1989                      | [ БС 25 ] [ ГС 81 ] [ НЛ 74 ]   |
| 366   | Рывж Всеволод Езупович                                                | 06.04.1945            | танкист                             | командир 16-й гвардейской механизированной бригады 6-го гвардейского механизированного корпуса 4-й танковой армии 1-го Украинского фронта | гвардии полковник                                   | 11.11.1907 — 21.02.1992                      | [ БС 25 ] [ ГС 82 ] [ НЛ 75 ]   |
| 367   | Рыжаков Василий Емельянович                                           | 13.09.1944            | артиллерия                          | командир орудия артиллерийской батареи 43-го гвардейского кавалерийского полка 12-й гвардейской кавалерийской дивизии 5-го гвардейского кавалерийского корпуса 2-го Украинского фронта | гвардии старший сержант                             | 1916 — 01.04.1945                            | [ БС 25 ] [ ГС 83 ] [ НЛ 76 ]   |
| 368   | Рыженков Николай Андреевич                                            | 22.07.1944            | пехота                              | командир расчёта противотанкового ружья 199-го гвардейского стрелкового полка 67-й гвардейской стрелковой дивизии 6-й гвардейской армии 1-го Прибалтийского фронта | гвардии младший сержант                             | 06.05.1925 — 23.07.1944                      | [ БС 25 ] [ ГС 84 ] [ НЛ 77 ]   |
| 369   | Рыжий Леонид Кириллович укр. Рижий Леонiд Кирилович                   | 15.05.1946            | авиация                             | командир эскадрильи 347-го истребительного авиационного полка 193-й истребительной авиационной дивизии 13-го истребительного авиационного корпуса 16-й воздушной армии 1-го Белорусского фронта | капитан                                             | 23.09.1921 — 02.05.1995                      | [ БС 25 ] [ ГС 85 ] [ НЛ 78 ]   |
| 370   | Рыжиков Анатолий Васильевич                                           | 26.08.1941            | связисты                            | командир взвода связи — начальник связи Бужорской комендатуры Каларашского пограничного отряда Молдавского пограничного округа Пограничных войск НКВД СССР | лейтенант                                           | 18.02.1920 — 19.05.2000                      | ——                              |
| 371   | Рыжков Антон Андреевич                                                | 15.01.1944            | пехота                              | командир роты 29-го гвардейского стрелкового полка 12-й гвардейской стрелковой дивизии 61-й армии Центрального фронта | гвардии старший лейтенант                           | 05.03.1920 — 28.01.1944                      | [ БС 25 ] [ ГС 87 ] [ НЛ 79 ]   |
| 372   | Рыжков Валерий Сергеевич                                              | 02.08.1944            | авиация                             | заместитель командира эскадрильи 93-го гвардейского штурмового авиационного полка 5-й гвардейской штурмовой авиационной дивизии 1-го смешанного авиационного корпуса 17-й воздушной армии 3-го Украинского фронта | гвардии старший лейтенант                           | 18.03.1919 — 25.03.1991                      | [ БС 26 ] [ ГС 88 ] [ НЛ 80 ]   |
| 373   | Рыжков Иван Ермолаевич                                                | 31.05.1945            | артиллерия                          | заместитель по строевой части командира 106-го миномётного полка 1-й миномётной бригады 5-й артиллерийской дивизии 4-го артиллерийского корпуса прорыва РГК в составе 3-й ударной армии 1-го Белорусского фронта | майор                                               | 10.03.1921 — 12.04.2011                      | [ БС 27 ] [ ГС 89 ] [ НЛ 81 ]   |
| 374   | Рыжов Александр Дмитриевич                                            | 27.02.1945            | артиллерия                          | командир батареи ИСУ-122 361-го гвардейского тяжелого самоходного артиллерийского полка 33-й армии 1-го Белорусского фронта | гвардии капитан                                     | 06.10.1904 — 03.05.1959                      | [ БС 27 ] [ ГС 90 ] [ НЛ 82 ]   |
| 375   | Рыжов Александр Иванович                                              | 06.04.1945            | генерал                             | командир 28-го гвардейского стрелкового корпуса 8-й гвардейской армии 1-го Белорусского фронта | гвардии генерал-лейтенант                           | 23.11.1895 — 14.12.1950                      | [ БС 27 ] [ ГС 91 ] [ НЛ 83 ]   |
| 376   | Рыжов Александр Петрович                                              | 15.01.1944            | артиллерия                          | помощник наводчика противотанкового ружья 7-го гвардейского истребительно-противотанкового дивизиона 7-го гвардейского кавалерийского корпуса Центрального фронта | гвардии красноармеец                                | 15.02.1920 — 14.01.1976                      | [ БС 27 ] [ ГС 92 ] [ НЛ 84 ]   |
| 377   | Рыжов Андрей Иванович                                                 | 07.05.1965            | комиссар                            | награждён за образцовое выполнение боевых заданий командования, умелое руководство партийно-политической работой в боевых условиях, мужество, отвагу и героизм | полковник запаса                                    | 30.10.1903 — 04.07.1968                      | ——                              |
| 378   | Рыжов Василий Кузьмич                                                 | 16.05.1944            | инженер                             | сапёр 684-го отдельного сапёрного батальона 389-й стрелковой дивизии Отдельной Приморской армии | красноармеец                                        | 16.05.1924 — 02.11.1980                      | [ БС 27 ] [ ГС 94 ] [ НЛ 85 ]   |
| 379   | Рыжов Владимир Григорьевич                                            | 10.04.1945            | пехота                              | командир мотострелкового батальона 16-й гвардейской механизированной бригады 6-го гвардейского механизированного корпуса 4-й танковой армии 1-го Украинского фронта | гвардии майор                                       | 20.05.1914 — 24.11.1974                      | [ БС 28 ] [ ГС 95 ] [ НЛ 86 ]   |
| 380   | Рыжов Георгий Тимофеевич                                              | 13.09.1944            | пехота                              | командир отделения 105-го гвардейского стрелкового полка 34-й гвардейской стрелковой дивизии 46-й армии 3-го Украинского фронта | гвардии старший сержант                             | 14.11.1919 — 01.10.1997                      | [ БС 29 ] [ ГС 96 ] [ НЛ 87 ]   |
| 381   | Рыжов Евграф Михайлович                                               | 23.10.1942            | авиация                             | командир звена 7-го истребительного авиационного полка 62-й истребительной авиационной бригады ВВС Черноморского флота | капитан                                             | 16.12.1916 — 12.02.1982                      | [ БС 29 ] [ ГС 97 ] [ НЛ 88 ]   |
| 382   | Рыжов Иван Тихонович                                                  | 24.03.1945            | пехота                              | помощник командира взвода пешей разведки 830-го стрелкового полка 238-й стрелковой дивизии 50-й армии 2-го Белорусского фронта | старший сержант                                     | 19.10.1914 — 08.04.2004                      | [ БС 29 ] [ ГС 98 ] [ НЛ 89 ]   |
| 383   | Рыжов Михаил Григорьевич                                              | 23.10.1943            | пехота                              | командир отделения роты автоматчиков 565-го стрелкового полка 161-й стрелковой дивизии 40-й армии Воронежского фронта | старшина                                            | 23.11.1913 — 21.04.1946                      | [ БС 29 ] [ ГС 99 ] [ НЛ 90 ]   |
| 384   | Рыжов Михаил Иванович                                                 | 15.05.1946            | авиация                             | командир звена 103-го штурмового авиационного полка 230-й штурмовой авиационной дивизии 4-й воздушной армии 2-го Белорусского фронта | лейтенант                                           | 06.11.1922 — 12.04.1988                      | [ БС 29 ] [ ГС 100 ] [ НЛ 91 ]  |
| 385   | Рыкачёв Юрий Борисович                                                | 10.02.1942            | авиация                             | помощник командира 69-го истребительного авиационного полка ВВС Отдельной Приморской армии | капитан                                             | 16.12.1909 — 10.06.1991                      | [ БС 29 ] [ ГС 101 ] [ НЛ 92 ]  |
| 386   | Рыков Константин Константинович                                       | 01.05.1957            | авиация                             | лётчик-испытатель авиационного завода № 18 | полковник                                           | 19.09.1908 — 12.03.1991                      | ——                              |
| 387   | Рыков Леонид Васильевич                                               | 15.05.1946            | авиация                             | заместитель командира эскадрильи 44-го гвардейского ночного бомбардировочного авиационного полка 9-й гвардейской ночной бомбардировочной авиационной дивизии 16-й воздушной армии 1-го Белорусского фронта | гвардии старший лейтенант                           | 15.02.1921 — 30.12.1988                      | [ БС 30 ] [ ГС 103 ] [ НЛ 93 ]  |
| 388   | Рылов Валерий Дмитриевич                                              | 22.07.1944            | связисты                            | командир отделения роты связи 201-го гвардейского стрелкового полка 67-й гвардейской стрелковой дивизии 6-й гвардейской армии 1-го Прибалтийского фронта | гвардии сержант                                     | 30.09.1919 — 16.07.1944                      | [ БС 31 ] [ ГС 104 ] [ НЛ 94 ]  |
| 389   | Рындин Павел Антонович                                                | 30.10.1943            | комиссар                            | парторг батальона 120-го стрелкового полка 69-й стрелковой дивизии 65-й армии Центрального фронта | старший лейтенант                                   | 1901 — 11.06.1971                            | [ БС 31 ] [ ГС 105 ] [ НЛ 95 ]  |
| 390   | Рындя Василий Ильич укр. Риндя Василь Ілліч                           | 27.03.1942            | танкист                             | механик-водитель танка 3-й танковой бригады 37-й армии Южного фронта | младший сержант                                     | 20.07.1918 — 09.08.1993                      | [ БС 31 ] [ ГС 106 ] [ НЛ 96 ]  |
| 391   | Рысевец Флавиан Владимирович                                          | 24.03.1945            | танкист                             | командир танковой роты 37-й механизированной бригады 1-го механизированного корпуса 2-й гвардейской танковой армии 1-го Белорусского фронта | старший лейтенант                                   | 01.01.1923 — 22.10.1990                      | [ БС 31 ] [ ГС 107 ] [ НЛ 97 ]  |
| 392   | Рысюк Илья Григорьевич укр. Рисюк Ілля Григорович                     | 10.04.1945            | пехота                              | командир отделения мотострелкового батальона 17-й гвардейской механизированной бригады 6-го гвардейского механизированного корпуса 4-й танковой армии 1-го Украинского фронта | гвардии младший сержант                             | 15.05.1921 — 30.01.1945                      | [ БС 31 ] [ ГС 108 ] [ НЛ 98 ]  |
| 393   | Рытиков Леонид Иванович                                               | 29.06.1945            | пехота                              | командир отделения 1159-го стрелкового полка 351-й стрелковой дивизии 38-й армии 4-го Украинского фронта | сержант                                             | 24.03.1915 — 15.02.1945                      | [ БС 32 ] [ ГС 109 ] [ НЛ 99 ]  |
| 394   | Рытов Александр Иванович                                              | 23.02.1945            | авиация                             | командир эскадрильи 946-го штурмового авиационного полка 196-й штурмовой авиационной дивизии 4-го штурмового авиационного корпуса 4-й воздушной армии 2-го Белорусского фронта | капитан                                             | 22.10.1920 — 10.10.1944                      | [ БС 33 ] [ ГС 110 ] [ НЛ 100 ] |
| 395   | Рытов Николай Александрович                                           | 21.02.1944            | артиллерия                          | исполняющий должность командира огневого взвода 65-го стрелкового полка 43-й стрелковой дивизии 2-й ударной армии Ленинградского фронта | старший сержант                                     | 30.04.1909 — 16.01.1944                      | [ БС 33 ] [ ГС 111 ] [ НЛ 101 ] |
| 396   | Рыхлов Александр Дмитриевич                                           | 16.05.1944            | авиация                             | командир звена 36-го минно-торпедного авиационного полка 1-й минно-торпедной авиационной дивизии ВВС Черноморского флота | старший лейтенант                                   | 01.09.1912 — 30.12.1992                      | [ БС 33 ] [ ГС 112 ] [ НЛ 102 ] |
| 397   | Рычагов Павел Васильевич                                              | 31.12.1936            | авиация                             | командир эскадрильи истребителей И-15 ВВС Испанской Республики | старший лейтенант                                   | 02.01.1911 — 28.10.1941                      | ——                              |
| 398   | Рышков Иван Иванович укр. Ришков Іван Іванович                        | 18.08.1945            | авиация                             | заместитель командира эскадрильи 2-го авиационного транспортного полка 10-й гвардейской авиационной транспортной дивизии Главного управления Гражданского воздушного флота | гвардии старший лейтенант                           | 25.08.1914 — 13.10.1976                      | [ БС 33 ] [ ГС 114 ] [ НЛ 103 ] |
| 399   | Рюкин Михаил Николаевич                                               | 20.12.1943            | комиссар                            | агитатор 30-го гвардейского воздушно-десантного полка 10-й гвардейской воздушно-десантной дивизии 37-й армии Степного фронта | гвардии капитан                                     | 21.10.1914 — 03.10.1943                      | [ БС 33 ] [ ГС 115 ] [ НЛ 104 ] |
| 400   | Рюмин Валерий Викторович                                              | 19.08.1979 11.10.1980 | космонавт                           | бортинженер космического корабля «Союз-32» и орбитального научно-исследовательского комплекса «Салют-6» — «Союз» бортинженер космического корабля «Союз-35» и орбитального научно-исследовательского комплекса «Салют-6» — «Союз» | —                                                   | 16.08.1939 — 06.06.2022                      | ——                              |
| 401   | Рябинин Николай Сергеевич                                             | 29.06.1945            | пехота                              | командир взвода 412-го стрелкового полка 1-й стрелковой дивизии 70-й армии 2-го Белорусского фронта | старший лейтенант                                   | 05.05.1909 — 02.03.1975                      | [ БС 34 ] [ ГС 117 ] [ НЛ 105 ] |
| 402   | Рябов Александр Александрович                                         | 24.03.1945            | пехота                              | автоматчик моторизированного батальона автоматчиков 26-й гвардейской танковой бригады 2-го гвардейского танкового корпуса 3-го Белорусского фронта | гвардии красноармеец                                | 28.08.1926 — 10.05.1971                      | [ БС 35 ] [ ГС 118 ] [ НЛ 106 ] |
| 403   | Рябов Андрей Фёдорович                                                | 22.02.1944            | пехота                              | стрелок 592-го стрелкового полка 203-й стрелковой дивизии 12-й армии 3-го Украинского фронта | красноармеец                                        | 29.10.1925 — 14.02.2004                      | [ БС 35 ] [ ГС 119 ] [ НЛ 107 ] |
| 404   | Рябов Василий Терентьевич                                             | 23.10.1943            | инженер                             | командир отделения 78-го гвардейского отдельного сапёрного батальона 68-й гвардейской стрелковой дивизии 40-й армии Воронежского фронта | гвардии младший сержант                             | 05.09.1923 — 29.01.1986                      | [ БС 35 ] [ ГС 120 ] [ НЛ 108 ] |
| 405   | Рябов Константин Андреевич                                            | 26.10.1944            | авиация                             | заместитель командира эскадрильи 190-го штурмового авиационного полка 214-й штурмовой авиационной дивизии 15-й воздушной армии 2-го Прибалтийского фронта | старший лейтенант                                   | 26.02.1923 — 02.11.2001                      | [ БС 35 ] [ ГС 121 ] [ НЛ 109 ] |
| 406   | Рябов Михаил Тимофеевич                                               | 31.12.1942            | авиация                             | штурман корабля 4-го авиационного полка 3-й авиационной дивизии Авиации дальнего действия | капитан                                             | 05.11.1914 — 07.06.1995                      | [ БС 35 ] [ ГС 122 ] [ НЛ 110 ] |
| 407   | Рябов Сергей Иванович                                                 | 23.02.1945            | авиация                             | командир звена 92-го гвардейского штурмового авиационного полка 4-й гвардейской штурмовой авиационной дивизии 5-го штурмового авиационного корпуса 5-й воздушной армии 2-го Украинского фронта | гвардии старший лейтенант                           | 25.09.1921 — 23.01.1972                      | [ БС 35 ] [ ГС 123 ] [ НЛ 111 ] |
| 408   | Рябова Екатерина Васильевна                                           | 23.02.1945            | авиация                             | штурман эскадрильи 46-го гвардейского ночного бомбардировочного авиационного полка 325-й ночной бомбардировочной авиационной дивизии 4-й воздушной армии 2-го Белорусского фронта | гвардии старший лейтенант                           | 14.07.1921 — 12.09.1974                      | [ БС 35 ] [ ГС 124 ] [ НЛ 112 ] |
| 409   | Рябок Владимир Самсонович                                             | 01.09.1942            | партизан                            | активный участник партизанской борьбы на Брянщине, политрук и начальник разведки молодёжного партизанского отряда | —                                                   | 05.05.1914 — 29.05.1942                      | [ БС 36 ] [ ГС 125 ] [ НЛ 113 ] |
| 410   | Рябошапка Михаил Трофимович укр. Рябошапка Михайло Трохимович         | 20.12.1943            | пехота                              | командир пулемётного взвода 273-го гвардейского стрелкового полка 89-й гвардейской стрелковой дивизии 37-й армии Степного фронта | гвардии лейтенант                                   | 10.05.1918 — 13.01.1984                      | [ БС 36 ] [ ГС 126 ] [ НЛ 114 ] |
| 411   | Рябошапко Василий Яковлевич укр. Рябошапка Василь Якович              | 21.07.1942            | авиация                             | пилот 299-го штурмового авиационного полка 2-й ударной авиационной группы Ставки ВГК | старший сержант                                     | 20.05.1917 — 03.04.1942                      | [ БС 36 ] [ ГС 127 ] [ НЛ 115 ] |
| 412   | Рябушко Григорий Максимович                                           | 18.08.1945            | авиация                             | старший лётчик 828-го штурмового авиационного полка 260-й штурмовой авиационной дивизии 4-й воздушной армии 2-го Белорусского фронта | лейтенант                                           | 06.03.1922 — 12.12.2006                      | [ БС 36 ] [ ГС 128 ] [ НЛ 116 ] |
| 413   | Рябцев Борис Иванович                                                 | 31.12.1964            | авиация                             | старший лётчик-испытатель военной приёмки Горьковского авиационного завода | майор                                               | 14.02.1927 — 09.10.1964                      | ——                              |
| 414   | Рябцев Михаил Евсеевич бел. Рабцаў Міхаіл Яўсеевіч                    | 27.06.1945            | авиация                             | командир звена 2-го гвардейского истребительного авиационного полка 322-й истребительной авиационной дивизии 2-го истребительного авиационного корпуса 2-й воздушной армии 1-го Украинского фронта | гвардии старший лейтенант                           | 04.06.1923 — 26.10.1989                      | [ БС 36 ] [ ГС 130 ] [ НЛ 117 ] |
| 415   | Рябцов Александр Васильевич                                           | 19.06.1943            | комиссар                            | заместитель по политчасти командира разведывательной роты 55-й механизированной бригады 6-го механизированного корпуса 2-й гвардейской армии Сталинградского фронта | лейтенант                                           | 1917 — 27.12.1942                            | [ БС 36 ] [ ГС 131 ] [ НЛ 118 ] |
| 416   | Рябчевский Михаил Фёдорович укр. Рабчэўскі Міхаіл Фёдаравіч           | 01.11.1943            | авиация                             | штурман 807-го штурмового авиационного полка 206-й штурмовой авиационной дивизии 8-й воздушной армии Южного фронта | майор                                               | 03.01.1912 — 31.03.1979                      | [ БС 36 ] [ ГС 132 ] [ НЛ 119 ] |
| 417   | Рябыкин Фёдор Иванович                                                | 21.03.1940            | кавалерия                           | командир взвода кавалерийского эскадрона 149-го отдельного разведывательного батальона 113-й стрелковой дивизии 7-й армии Северо-Западного фронта | младший комвзвод                                    | 10.09.1913 — 18.04.1985                      | [ БС 37 ] [ ГС 133 ] [ НЛ 120 ] |
| 418   | Рябых Николай Павлович                                                | 17.10.1943            | пехота                              | командир роты 705-го стрелкового полка 121-й стрелковой дивизии 60-й армии Центрального фронта | старший лейтенант                                   | 1910 — 18.11.1943                            | [ БС 38 ] [ ГС 134 ] [ НЛ 121 ] |
| 419   | Рябых Пётр Георгиевич                                                 | 22.02.1944            | артиллерия                          | командир взвода управления батареи 1120-го стрелкового полка 333-й стрелковой дивизии 6-й армии 3-го Украинского фронта | лейтенант                                           | 05.10.1923 — 14.07.1993                      | [ БС 38 ] [ ГС 135 ] [ НЛ 122 ] |
| 420   | Рязанов Алексей Константинович                                        | 24.08.1943 18.08.1945 | авиация                             | командир эскадрильи 4-го истребительного авиационного полка 287-й истребительной авиационной дивизии 4-й воздушной армии Северо-Кавказского фронта заместитель командира 4-го истребительного авиационного полка 185-й истребительной авиационной дивизии 14-го истребительного авиационного корпуса 15-й воздушной армии 2-го Прибалтийского фронта | майор                                               | 27.02.1920 — 01.08.1992                      | [ БС 38 ] [ ГС 136 ] [ НЛ 123 ] |
| 421   | Рязанов Василий Георгиевич                                            | 22.02.1944 02.06.1945 | генерал                             | командир 1-го штурмового авиационного корпуса 5-й воздушной армии Степного фронта командир 1-го гвардейского штурмового авиационного корпуса 2-й воздушной армии 1-го Украинского фронта | генерал-лейтенант гвардии генерал-лейтенант         | 25.01.1901 — 08.07.1951                      | [ БС 38 ] [ ГС 137 ] [ НЛ 124 ] |
| 422   | Рязанов Иван Яковлевич                                                | 17.10.1943            | пехота                              | наводчик станкового пулемёта 383-го стрелкового полка 121-й стрелковой дивизии 60-й армии Центрального фронта | ефрейтор                                            | 01.09.1924 — 03.06.1988                      | [ БС 38 ] [ ГС 138 ] [ НЛ 125 ] |
| 423   | Рязанцев Александр Иванович                                           | 29.06.1945            | пехота                              | командир 2-й гвардейской мотострелковой бригады 3-го гвардейского танкового корпуса 19-й армии 2-го Белорусского фронта | гвардии подполковник                                | 16.07.1904 — 14.03.1945                      | [ БС 38 ] [ ГС 139 ] [ НЛ 126 ] |
| 424   | Рязанцев Алексей Павлович                                             | 15.05.1946            | пехота                              | командир батальона 180-го гвардейского стрелкового полка 60-й гвардейской стрелковой дивизии 5-й ударной армии 1-го Белорусского фронта | гвардии майор                                       | 15.03.1918 — 09.08.1994                      | [ БС 39 ] [ ГС 140 ] [ НЛ 127 ] |
| 425   | Рязанцев Алексей Фёдорович                                            | 23.02.1945            | авиация                             | штурман 179-го гвардейского истребительного авиационного полка 14-й гвардейской истребительной авиационной дивизии 3-го гвардейского истребительного авиационного корпуса 5-й воздушной армии 2-го Украинского фронта | гвардии майор                                       | 15.10.1915 — 31.03.1984                      | [ БС 40 ] [ ГС 141 ] [ НЛ 128 ] |
| 426   | Рязанцев Николай Дмитриевич                                           | 24.03.1945            | танкист                             | командир танкового взвода 170-й танковой бригады 18-го танкового корпуса 6-й танковой армии 2-го Украинского фронта | гвардии лейтенант                                   | 19.12.1920 — 10.01.1945 (пропал без вести)   | [ БС 40 ] [ ГС 142 ] [ НЛ 129 ] |
| 427   | Рязанцев Тимофей Кузьмич                                              | 31.05.1945            | артиллерия                          | командир дивизиона 208-го гаубичного артиллерийского полка 9-й гаубичной артиллерийской бригады 5-й артиллерийской дивизии 4-го артиллерийского корпуса прорыва РГК в составе 3-й ударной армии 1-го Белорусского фронта | майор                                               | 10.06.1911 — 02.08.1978                      | [ БС 40 ] [ ГС 143 ] [ НЛ 130 ] |
| 428   | Ряпосов Николай Иванович                                              | 19.04.1945            | генерал                             | член Военного совета 2-й гвардейской армии 3-го Белорусского фронта | генерал-майор                                       | 22.05.1909 — 29.12.1991                      | [ БС 40 ] [ ГС 144 ] [ НЛ 131 ] |

| Навигационная таблица | Навигационная таблица                |
| --------------------- | ------------------------------------ |
| «Р»                   | Рабовалюк Михаил — Рогачёв Михаил    |
| «Р»                   | Рогачевский Георгий — Рудаков Сергей |
| «Р»                   | Руденко Александр — Ряпосов Николай  |